# Pogonarthria squarrosa
Pogonarthria squarrosa är en gräsart som först beskrevs av Johann Jakob Roemer och Schult., och fick sitt nu gällande namn av Pilg.. Pogonarthria squarrosa ingår i släktet Pogonarthria och familjen gräs. Inga underarter finns listade i Catalogue of Life.